# Auraszóma
Az aura-szóma kezelési módszer, melynek lényege a színek által keltett rezgésekkel való gyógyítás. Vicky Wall angol gyógyszerész alkalmazta először 1984-ben.
„Te vagy a szín, amelyet választasz, s ez tükrözi lelked szükségletét…” – jelenti ki az aura-szóma jelmondata. A páciens maga választ négyet a százhét különféle ún. egyensúlyüveg közül, melyekben kétféle színű folyadék van (alul víz, felül olaj alapú, így nem keverednek) annak alapján, hogy melyiket érzi magához közel állónak. A folyadékok különféle gyógynövényekből és ásványi anyagokból készülnek.
A négy üvegnek, melyet a páciens választ, más-más jelentése van, az első a személyiségéről árulkodik, a második arról, milyen kihívással néz szembe a gyógyulni vágyó, mi gátolja. A harmadik üveg a jelenlegi helyzetről szól, a negyedik pedig a jövőről. A színek elemzésével a terapeuta megállapítja, milyen gondok gyötrik a beteget.
A választás után a páciensnek össze kell ráznia az üvegeket, hogy a színek keveredjenek. Ezzel saját energiája is belekerül a folyadékokba, a leülepedés sebességéből pedig a terapeuta megállapíthatja, mennyire súlyos a beteg állapota.
Az üvegek gyógyhatása többféleképpen is érvényesülhet, ebben is a terapeuta ad tanácsot: egy módszer például az üvegek tartalmának a bőrünkbe dörzsölése azoknál a csakráknál, melyek színének a folyadék színe megfelel, egy másik pedig az üvegeknek a közelünkben tartása, hogy a látvány töltsön fel.